# Fengtian (köpinghuvudort i Kina, Jiangxi Sheng, lat 27,37, long 114,70)
Fengtian är en köpinghuvudort i Kina. Den ligger i provinsen Jiangxi, i den sydöstra delen av landet, omkring 190 kilometer sydväst om provinshuvudstaden Nanchang. Antalet invånare är 22 405. Befolkningen består av 10 769 kvinnor och 11 636 män. Barn under 15 år utgör 16,0 %, vuxna 15-64 år 75 %, och äldre över 65 år 7,0 %.
Runt Fengtian är det ganska tätbefolkat, med 129 invånare per kvadratkilometer. Närmaste större samhälle är Wanfu, 19,0 km öster om Fengtian. I omgivningarna runt Fengtian växer i huvudsak blandskog.
Genomsnittlig årsnederbörd är 2 038 millimeter. Den regnigaste månaden är maj, med i genomsnitt 329 mm nederbörd, och den torraste är oktober, med 26 mm nederbörd.